# 덴마크 여자 축구 국가대표팀
덴마크 여자 축구 국가대표팀(덴마크어: Danmarks kvindefodboldlandshold)은 덴마크를 대표하는 여자 축구 대표팀으로 덴마크 축구 협회에서 운영한다. 1974년 7월 27일 스웨덴을 상대로 국제 A매치 첫 경기를 치렀고 이 경기에서 1-0으로 승리했다.

## 국제 대회 경력

### FIFA 여자 월드컵
1991년 대회와 1995년 대회에서 2회 연속 8강에 이름을 올렸지만 이후 2번의 대회(1999년, 2007년)에서는 조별리그에서 탈락했고 그 이후 유럽 지역 예선에서 고배를 마셨다가 2023년 FIFA 여자 월드컵 유럽 지역 예선 E조 1위로 16년만에 5번째 여자 월드컵 본선에 진출했다.

### UEFA 유럽 여자 축구 선수권 대회
초대 대회인 1984년 UEFA 유럽 여자 축구 선수권 대회에 처음으로 모습을 드러낸 이후 2017년 대회에서 준우승을 차지하면서 덴마크 여자 축구 역사상 메이저 대회 최고 성적을 거두었다.

### 하계 올림픽
올림픽 축구 본선에는 1996년 대회에 유일하게 참가했지만 그나마도 미국, 중국, 스웨덴을 상대로 승점 1점도 얻지 못하고 3전 전패·E조 최하위로 조별리그에서 탈락했고 이 과정에서 단 2골을 넣는데 그쳤고 무려 11골을 얻어맞았다.

## 기타 국제 대회 경력
알가르브컵에는 24번의 대회에 모두 출전하여 5번의 대회(1995년, 1998년, 2001년, 2007년, 2008년)에서 준우승을 차지하는 등 10번의 대회에서 4위 이상의 성적을 거두었다. 또한 9번의 여자 노르딕 축구 선수권 대회 중 4번의 우승과 4번의 준우승을 차지했고 FIFA가 인정하지 않는 비공식 월드컵에는 7번 출전하여 2번의 우승(1970년, 1971년)을 차지했고 1981년 대회에서는 준우승을 차지했으며 비공식 유로 대회에서도 우승과 준우승을 각각 1번씩 차지했다.

## 성적

### FIFA 여자 월드컵
| FIFA 여자 월드컵 기록 | FIFA 여자 월드컵 기록 | FIFA 여자 월드컵 기록 | FIFA 여자 월드컵 기록 | FIFA 여자 월드컵 기록 | FIFA 여자 월드컵 기록 | FIFA 여자 월드컵 기록 | FIFA 여자 월드컵 기록 | FIFA 여자 월드컵 기록 |                | 지역 예선 기록 | 지역 예선 기록 | 지역 예선 기록 | 지역 예선 기록 | 지역 예선 기록 | 지역 예선 기록 | 지역 예선 기록 |
| 년도                  | 결과                  | 전                    | 승                    | 무*                   | 패                    | 득                    | 실                    | 차                    | 전             | 승             | 무*            | 패             | 득             | 실             | 차             |                |
| 1991                  | 8강                   | 4                     | 1                     | 1                     | 2                     | 7                     | 6                     | +1                    | UEFA 유로 1991 | UEFA 유로 1991 | UEFA 유로 1991 | UEFA 유로 1991 | UEFA 유로 1991 | UEFA 유로 1991 | UEFA 유로 1991 |                |
| 1995                  | 8강                   | 4                     | 1                     | 0                     | 3                     | 7                     | 8                     | −1                    | UEFA 유로 1995 | UEFA 유로 1995 | UEFA 유로 1995 | UEFA 유로 1995 | UEFA 유로 1995 | UEFA 유로 1995 | UEFA 유로 1995 |                |
| 1999                  | 조별 리그             | 3                     | 0                     | 0                     | 3                     | 1                     | 8                     | −7                    | 6              | 6              | 0              | 0              | 22             | 3              | +19            |                |
| 2003                  | 지역 예선 탈락        | 지역 예선 탈락        | 지역 예선 탈락        | 지역 예선 탈락        | 지역 예선 탈락        | 지역 예선 탈락        | 지역 예선 탈락        | 지역 예선 탈락        | 8              | 5              | 1              | 2              | 22             | 11             | +11            |                |
| 2007                  | 조별 리그             | 3                     | 1                     | 0                     | 2                     | 4                     | 4                     | 0                     | 8              | 6              | 1              | 1              | 22             | 6              | +16            |                |
| 2011                  | 지역 예선 탈락        | 지역 예선 탈락        | 지역 예선 탈락        | 지역 예선 탈락        | 지역 예선 탈락        | 지역 예선 탈락        | 지역 예선 탈락        | 지역 예선 탈락        | 12             | 6              | 4              | 2              | 49             | 7              | +42            |                |
| 2015                  | 지역 예선 탈락        | 지역 예선 탈락        | 지역 예선 탈락        | 지역 예선 탈락        | 지역 예선 탈락        | 지역 예선 탈락        | 지역 예선 탈락        | 지역 예선 탈락        | 10             | 5              | 3              | 2              | 25             | 6              | +19            |                |
| 2019                  | 지역 예선 탈락        | 지역 예선 탈락        | 지역 예선 탈락        | 지역 예선 탈락        | 지역 예선 탈락        | 지역 예선 탈락        | 지역 예선 탈락        | 지역 예선 탈락        | 10             | 5              | 1              | 4              | 23             | 12             | +11            |                |
| 2023                  | 16강                  | 4                     | 2                     | 0                     | 2                     | 3                     | 3                     | 0                     | 8              | 8              | 0              | 0              | 40             | 2              | +38            |                |
| Total                 | 5/9                   | 18                    | 5                     | 1                     | 12                    | 22                    | 29                    | −7                    | 62             | 41             | 10             | 11             | 203            | 47             | +156           |                |

* 무승부는 승부차기로 승부가 가려진 결선 토너먼트 경기도 포함한다.

#### 경기 기록
| FIFA 여자 월드컵 본선 역사 | FIFA 여자 월드컵 본선 역사 | FIFA 여자 월드컵 본선 역사 | FIFA 여자 월드컵 본선 역사 | FIFA 여자 월드컵 본선 역사 | FIFA 여자 월드컵 본선 역사                   |
| 년도                       | 단계                       | 날짜                       | 상대팀                     | 결과                       | 경기장                                       |
| -------------------------- | -------------------------- | -------------------------- | -------------------------- | -------------------------- | -------------------------------------------- |
| 1991                       | 조별 리그                  | 11월 17일                  | 뉴질랜드                   | W 3–0                      | 광저우, 톈허체육장                           |
| 1991                       | 조별 리그                  | 11월 19일                  | 중화인민공화국             | D 2–2                      | 광저우, 광동성체육장                         |
| 1991                       | 조별 리그                  | 11월 21일                  | 노르웨이                   | L 1–2                      | 판위, 잉둥체육장                             |
| 1991                       | 8강전                      | 11월 24일                  | 독일                       | L 1–2 (aet)                | 중산, 중산체육장                             |
| 1995                       | 조별 리그                  | 6월 6일                    | 오스트레일리아             | W 5–0                      | 베스테로스, 아로스발렌                       |
| 1995                       | 조별 리그                  | 6월 8일                    | 미국                       | L 0–2                      | 예블레, 스트룀발렌                           |
| 1995                       | 조별 리그                  | 6월 10일                   | 중화인민공화국             | L 1–3                      | 베스테로스, 아로스발렌                       |
| 1995                       | 8강전                      | 6월 13일                   | 노르웨이                   | L 1–3                      | 칼스타드, 팅발렌                             |
| 1999                       | 조별 리그                  | 6월 19일                   | 미국                       | L 0–3                      | 뉴저지 주, 이스트러더퍼드, 자이언츠 스타디움 |
| 1999                       | 조별 리그                  | 6월 24일                   | 조선민주주의인민공화국     | L 1–3                      | 오리건 주 포틀랜드, 프로비던스 파크          |
| 1999                       | 조별 리그                  | 6월 27일                   | 나이지리아                 | L 0–2                      | 메릴랜드 주, 랜도버, 잭 켄트 쿡 스타디움     |
| 2007                       | 조별 리그                  | 9월 12일                   | 중화인민공화국             | L 2–3                      | 우한, 우한체육장                             |
| 2007                       | 조별 리그                  | 9월 16일                   | 뉴질랜드                   | W 2–0                      | 우한, 우한체육장                             |
| 2007                       | 조별 리그                  | 9월 20일                   | 브라질                     | L 0–1                      | 항저우, 황룡체육중심                         |
| 2023                       | 조별 리그                  | 7월 22일                   | 중화인민공화국             | W 1–0                      | 퍼스, 퍼스 랙탱귤러 스타디움                 |
| 2023                       | 조별 리그                  | 7월 28일                   | 잉글랜드                   | L 0–1                      | 시드니, 시드니 풋볼 스타디움                 |
| 2023                       | 조별 리그                  | 8월 1일                    | 아이티                     | W 2–0                      | 퍼스, 퍼스 랙탱귤러 스타디움                 |
| 2023                       | 16강전                     | 8월 7일                    | 오스트레일리아             | L 0–2                      | 시드니, 스타디움 오스트레일리아              |

### 올림픽 축구
- 1996년: 조별 리그
- 2000년~2024년: 진출 실패

### UEFA 유럽 여자 축구 선수권 대회
- 1984년: 4강
- 1987년: 진출 실패
- 1989년: 8강
- 1991년: 3위
- 1993년: 3위
- 1995년: 8강
- 1997년: 8강
- 2001년: 4강
- 2005년: 조별 리그
- 2009년: 조별 리그
- 2013년: 4강
- 2017년: 준우승

## 역대 감독
| 감독                  | 임기        |
| --------------------- | ----------- |
| 케네트 헤이네르묄레르 | 2006 ~ 2013 |
| 닐스 닐센             | 2013 ~ 2017 |

## 같이 보기
- 덴마크 축구 국가대표팀